# Le Rêve du maître de ballet
Le Rêve du maître de ballet, venut als Estats Units com The Ballet-Master's Dream i a Gran Bretanya com The Dream of the Ballet Master, és un curtmetratge mut francès de 1903 de Georges Méliès. Va ser venut per la Star Film Company de Méliès i està numerat del 525 al 526 als seus catàlegs.
Méliès fa de mestre de ballet; la descripció del catàleg nord-americà acredita a Zizi Papillon com la ballarina excèntrica. Papillon va ser una intèrpret teatral presentada a les Folies Bergère i al Casino de Paris. Els efectes especials es creen utilitzant escamoteigs, exposició múltiple i fosa.
Una impressió en paper de la pel·lícula sobreviu a la Biblioteca del Congrés dels Estats Units.